# シュタディオーン・ポド・ドゥベニョム
シュタディオーン・ポド・ドゥベニョム（Štadión pod Dubňom）は、スロバキアのジリナにあるサッカー専用スタジアム。ジリナに本拠地を置くサッカークラブ・MŠKジリナのホームスタジアムで、サッカースロバキア代表の試合も開催されている。

## 歴史
ヴァーフ川のほとりに立てられている。最初のスタジアムは1941年に竣工。2002年、UEFAが定めたスタジアムの規格に合わせるため、大規模改築が実施された。2016年現在の収容人数は11,258人で、将来的に15,000人規模まで増築する計画がある。